# سترامبينو
سترمبينو هي كومونا (بلدية) تابعة لمدينة تورينو في اقليم بيدمونت الإيطالي، وتقع على بعد حوالي 40 كيلومتر (25 ميل) شمال شرق تورينو. اعتبارًا من 31 ديسمبر 2004، كان عدد سكانها 6132 نسمة وتبلغ مساحتها 22.7 كيلومتر مربع (8.8 ميل2). 
تقع سترمبينو على حدود البلديات التالية: إفريا ورومانو كانفيزي وكارافينو وفيستينيا وميرشيناسكو وفيزكي وكانديا كانافيزي.
تتكون البلدية من 4 فئات (فراتسيوني): سيروني ، كروتي، كاروني، رياليزيو.

## المعالم السياحية الرئيسية
- القلعة التي بنيت من القرن الخامس عشر
- قاعة المدينة، على الطراز الكلاسيكي الحديث
- كنيسة الرعية (منتصف القرن الثامن عشر)

## المدن التوأم
- فيلا ديل روساريو، الارجنتين

## روابط خارجية
- الموقع الرسمي